# Репино (Ивановская область)
Репино — деревня в Шуйском районе Ивановской области России. Входит в состав Васильевского сельского поселения.

## История
Впервые упоминается как Большое и Малое Репино в писцовой книге Матницкого стана Суздальского уезда 1627/28—1629/30 гг., которые были объединены в один населенный пункт в 20 веке. В дореволюционное время основным занятием населения было изготовление телег и саней, в каждой из деревень было по кузнице.

## География
Деревня находится в центральной части Ивановской области, в зоне хвойно-широколиственных лесов, к востоку от автодороги 24К-111, на расстоянии примерно 21 километра (по прямой) к северо-востоку от города Шуи, административного центра района. Абсолютная высота — 121 метр над уровнем моря.

### Климат
Климат характеризуется как умеренно континентальный, с умеренно холодной многоснежной зимой и относительно тёплым влажным летом. Среднегодовая температура воздуха — 3,3 °C. Средняя температура воздуха самого холодного месяца (января) — −11,6 °C (абсолютный минимум — −46 °C), средняя температура самого тёплого (июля) — 18,5 °С (абсолютный максимум — 38 °С). Безморозный период длится около 133 дней. Годовое количество атмосферных осадков составляет 744 мм, из которых большая часть выпадает в тёплый период.

### Часовой пояс
Деревня Репино, как и вся Ивановская область, находится в часовой зоне МСК (московское время). Смещение применяемого времени относительно UTC составляет +3:00.

## Население
| 1859 | 1905 | 2010 |
| ---- | ---- | ---- |
| 290  | ↗391 | ↘3   |

### Национальный состав
Согласно результатам переписи 2002 года, в национальной структуре населения русские составляли 100 % из 8 человек.

## Известные люди, связанные с деревней
Красильщикова (Хонина) Анна Михайловна (1852-1902) - потомственная почетная гражданка, владелица Товарищества мануфактур "Анна Красильщикова с сыновьями", одна из богатейших женщин Российской империи. Уроженка деревни Репина 

## Достопримечательности
В деревне установлен часовенный столб, название неизвестно.